# Метропольная общинная церковь (Нью-Йорк)
Метропольная общинная церковь Нью-Йорка (англ. Metropolitan Community Church of New York, MCCNY) — христианская церковь в боро Манхэттен, в городе Нью-Йорк в США. Входит в состав Всемирного содружества метропольных общинных церквей (MCC). Оказывает духовную помощь представителям ЛГБТ и придерживается квир-богословия. Настоятельница — пастор Пэт Бумгарднер; помощник пастора — Эдгард Даниэльсен-Моралес. Приход публикует бюллетень под названием «Запрос».

## История
Метропольная общинная церковь была основана в Лос-Анджелесе в 1968 году священником Троем Перри. В 1972 году был основан приход в Нью-Йорке в здании на 36-й улице, между Девятой и Десятой авеню в Вест-Сайде. С 1983 по 1994 год церковь находилась в здании Общественного центра лесбиянок, геев, бисексуалов и трансгендеров. В 1994 году приход снова переехал в здание на 36-й улице.
При церкви действует благотворительная столовая, которая трижды в неделю раздаёт обеды и продукты бездомным и малоимущим; со вторника по пятницу горячие обеды, в четверг утром продукты по выбору нуждающихся. Кроме того, при церкви действует приют для бездомной молодёжи, в котором молодые люди, оказавшиеся на улице (как правило, изгнанные родными из дома по причине сексуальной ориентации и гендерной идентичности) могут находится безвыездно до трёх месяцев. Приют также действует как социальный центр и предоставляет нуждающимся помощь в виде ночлежки (с понедельника по субботу), помогает в поиске долговременного жилья, трудоустройства, защите прав, предоставляет душевые и горячее питание. Центр также предоставляет образовательные и медицинские услуги. В число нынешних и бывших спонсоров благотворительной деятельности прихода входят Ran Murphy Productions, Broadway Cares/Equity Fights AIDS и Комитет граждан Нью-Йорка.

## Известные прихожане
- Сильвия Ривера[англ.] — правозащитница[1].